# Morafeno Bekily
Morafeno Bekily is een plaats en commune in het zuiden van Madagaskar, behorend tot het district Bekily, dat gelegen is in de regio Androy. Tijdens een volkstelling in 2001 telde de plaats 10.091 inwoners.
De plaats biedt naast lager onderwijs ook middelbaar onderwijs aan voor jongeren en ouderen. De plaats beschikt over een ziekenhuis. 75% van de bevolking werkt als landbouwer, 15% houdt zich bezig met veeteelt en 8% verdient zijn brood als visser. Het meest belangrijke landbouwproduct is rijst; overige belangrijke producten zijn pinda's en maniok. Verder is 2% van de bevolking werkzaam in de dienstensector.